# Евдокимов, Григорий Петрович
Григорий Петрович Евдокимов (2 сентября 1919, д. Русские Ожги — 16 декабря 2014, Санкт-Петербург) — полковник Советской армии, участник Великой Отечественной войны, Герой Советского Союза (1945).

## Биография
Григорий Евдокимов родился 2 сентября 1919 года в деревне Русские Ожги (ныне — Вавожский район Удмуртии) в семье крестьянина. Окончил Можгинское педагогическое училище. В 1938 году Евдокимов был призван на службу в Рабоче-крестьянскую Красную армию. В 1940 году он окончил Челябинское военное авиационное училище лётчиков-наблюдателей. С августа 1941 года — на фронтах Великой Отечественной войны. Принимал участие в битве на Курской дуге, освобождении Донбасса, Одессы, Молдавской ССР, Югославии, Венгрии, Австрии.
К апрелю 1945 года капитан Григорий Евдокимов был штурманом эскадрильи 449-го бомбардировочного авиаполка 244-й бомбардировочной авиадивизии 17-й воздушной армии 3-го Украинского фронта. К тому времени он совершил 270 боевых вылетов на разведку и бомбардировку войск и объектов противника, нанеся тому большой урон в боевой технике и живой силе.
Указом Президиума Верховного Совета СССР от 18 августа 1945 года «за образцовое выполнение боевых заданий командования на фронте борьбы с немецкими захватчиками и проявленные при этом мужество и героизм» капитан Григорий Евдокимов был удостоен высокого звания Героя Советского Союза с вручением ордена Ленина и медали «Золотая Звезда» за номером 7990.
За время своего участия в войне Евдокимов совершил более 300 боевых вылетов, уничтожив 15 вражеских самолётов, 6 складов, около 135 вагонов, 10 цистерн, около 180 автомашин и большое количество другой боевой техники и живой силы противника.
Участвовал в Параде Победы. Продолжал службу в Советской Армии. В 1954 году окончил Военно-воздушную академию. В 1966 году в звании полковника Евдокимов был уволен в запас. Проживал в Санкт-Петербурге, до выхода на пенсию работал военруком Ленинградского художественного училище имени В. А. Серова. Был военным консультантом фильма «Хроника пикирующего бомбардировщика», снимавшегося на «Ленфильме» в 1967 году.
Был также награждён двумя орденами Красного Знамени, орденами Отечественной войны 1-й и 2-й степеней, двумя орденами Красной Звезды, рядом медалей.
Умер 16 декабря 2014 года на 96-м году жизни. Похоронен на Киновеевском кладбище Петербурга.

## Мемуары
- Евдокимов Г. П. 300 вылетов за линию фронта. — Устинов: «Удмуртия», 1987. — 2-е изд., доп. — 184 с. — (Героев наших имена)[2].